# Obštinski Futbolen Klub Vihren Sandanski
L'OFK Vihren Sandanski (in bulgaro ПФК Вихрен Сандански), chiamato comunemente Vihren Sandanski, è una società calcistica con sede a Sandanski, in Bulgaria. Milita nel B PFG, la seconda serie del campionato bulgaro.

## Palmarès

### Competizioni nazionali
- Vtora profesionalna futbolna liga: 1

2004-2005
- Treta amat'orska futbolna liga: 1

2024-2025